# Wilmer Lanier Barrow
Wilmer Lanier Barrow (Baton Rouge, 26 de julho de 1903 – Tuftonboro, Nova Hampshire, 29 de agosto de 1975) foi um engenheiro eletricista e inventor estadunidense. Obteve um bacharelado em engenharia em 1926 na Universidade do Estado da Luisiana e um D.Sc. no Instituto de Tecnologia de Massachusetts em 1931, orientado por Arnold Sommerfeld e Jonathan Zenneck.Durante o desenvovimento do radar no Instituto de Tecnologia de Massachusetts na pré Segunda Guerra Mundial Barrow realizou pesquisas sobre micro-ondas, inventando a guia de ondas em 1936 e a antena corneta em 1938.
Foi eleito fellow do Instituto de Engenheiros Eletricistas e Eletrônicos (IEEE) em 1941, e fellow da Academia de Artes e Ciências dos Estados Unidos em 1942. Em 1943 recebeu o Prêmio Memorial Morris N. Liebmann IEEE, e em 1966 recebeu a Medalha Edison IEEE.